# أشرف أشاوي
أشرف أشاوي Achraf Achaoui ، من مواليد 10 ديسمبر 1996 بمدينة أندرلخت ببلجيكا، لاعب كرة قدم مغربي، يلعب حاليا في صفوف ستاندر دي لييج الذي يمارس ضمن الدوري البلجيكي الممتاز.

## المسيرة الدولية
ولد أشرف أشاوي ببلجيكا لأبوين من أصل مغربي. شارك أشاوي في أربع مباريات مع منتخب المغرب تحت 17 سنة لكرة القدم في كأس العالم تحت 17 سنة لكرة القدم 2013، وتمت المناداة عليه للمشاركة مع منتخب المغرب تحت 23 سنة لكرة القدم في مباراة ودية مع منتخب الكاميرون تحت 23 سنة.

## وصلات خارجية
أشرف أشاوي على موقع قاعدة بيانات كرة القدم.إي يو (الإنجليزية)
- أشرف أشاوي على موقع Soccerway.com (الإنجليزية)
- أشرف أشاوي على موقع AS.com (الإسبانية)